# Setosiconops similis
Setosiconops similis är en tvåvingeart som beskrevs av Schneider 2010. Setosiconops similis ingår i släktet Setosiconops och familjen stekelflugor. Inga underarter finns listade i Catalogue of Life.